# دین در اتحاد جماهیر شوروی

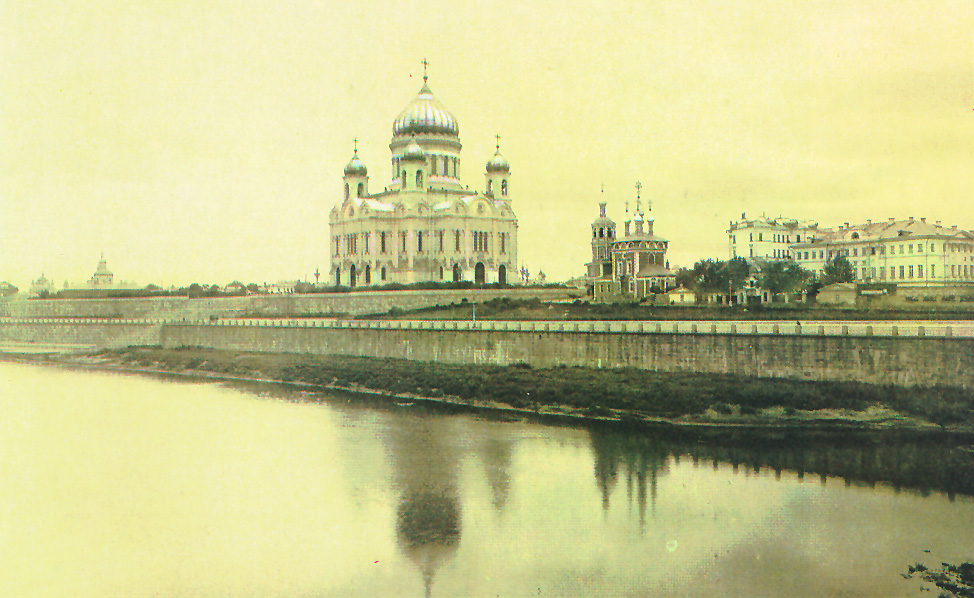
کلیسای جامع مسیح منجی در مسکو توسط مقامات شوروی در سال ۱۹۳۱ تخریب شد تا راه را برای کاخ شوراهای شوروی باز کند. این کاخ هرگز به پایان نرسید و کلیسای جامع در سال ۲۰۰۰ بازسازی شد.

اتحاد جماهیر شوروی توسط بلشویک‌ها در سال ۱۹۲۲ میلاادی در گذار از امپراتوری روسیه تأسیس شد. در زمان انقلاب ۱۹۱۷، کلیسای ارتدکس روسیه عمیقاً با دولت خودکامه ادغام شد و از جایگاه رسمی برخوردار بود. این عامل مهمی بود که به نگرش بلشویک‌ها به مذهب و اقداماتی که آنها برای کنترل آن انجام دادند کمک کرد. بنابراین اتحاد جماهیر شوروی اولین دولتی شد که یکی از اهداف ایدئولوژی رسمی خود حذف دین موجود، و جلوگیری از استقرار باورهای مذهبی در آینده با هدف ایجاد بی خدایی حکومتی (gosateism) بود.

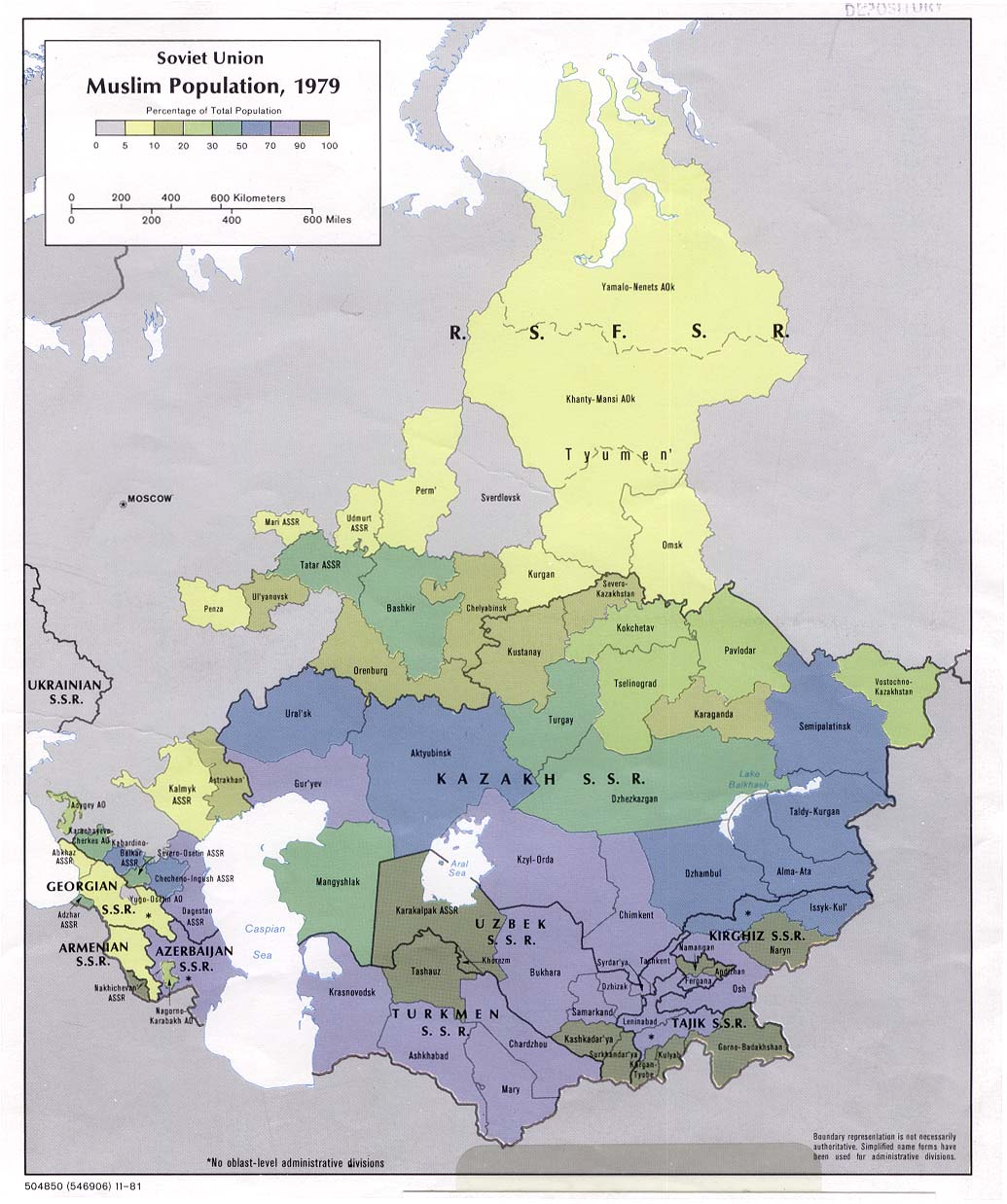
نقشه ای که توزیع مسلمانان در داخل اتحاد جماهیر شوروی را در سال ۱۹۷۹ به عنوان درصدی از جمعیت بر اساس تقسیم اداری نشان می‌دهد.

تحت دکترین بی خدایی دولتی در اتحاد جماهیر شوروی، "برنامه ای تحت حمایت دولت برای تغییر مذهب به بی خدایی " توسط کمونیست‌ها وجود داشت. دولت کمونیستی مذاهب مبتنی بر منافع دولتی را هدف قرار داد، و در حالی که اکثر ادیان سازمان‌یافته هرگز غیرقانونی نشدند، اموال مذهبی مصادره شد، مؤمنان مورد آزار و اذیت قرار گرفتند، و دین مورد تمسخر قرار گرفت در حالی که بی خدایی در مدارس تبلیغ می‌شد. در سال ۱۹۲۵، دولت برای تشدید آزار و شکنجه، اتحادیه بی خدایان مبارز را تأسیس کرد. بر این اساس، اظهارات شخصی اعتقادات مذهبی به هیچ وجه به‌طور خصوصی ممنوع نبود، اما یک حس شدید ننگ اجتماعی توسط ساختارهای رسمی دولتی و رسانه‌های گروهی سکولار به آنها تحمیل شد و عموماً برای اعضای برخی مشاغل دولتی (مانند معلمان بوروکرات‌های دولتی، سربازان) غیرقابل قبول تلقی می‌شد تا آشکارا فردی مذهبی و ضد سکولار باشند.

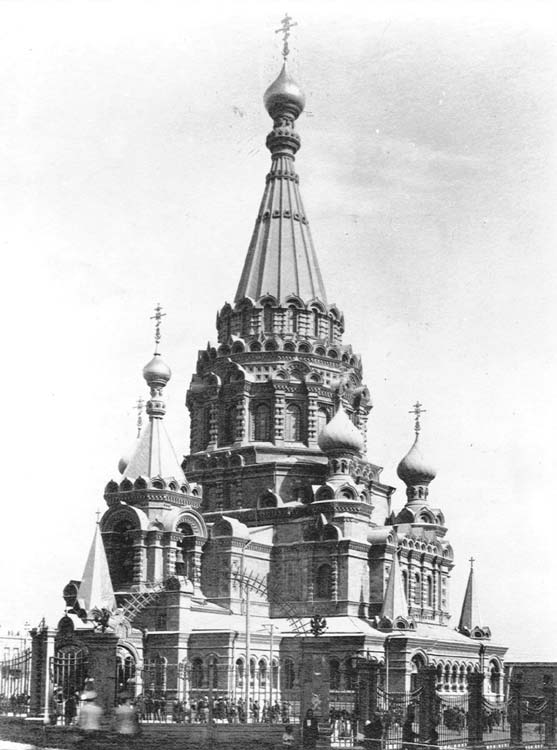
کلیسای جامع ارتدکس روسی که زمانی غالب‌ترین بنای تاریخی باکو بود، در دهه ۱۹۳۰ در زمان استالین تخریب شد.

اکثریت قریب به اتفاق مردم در امپراتوری روسیه، در زمان انقلاب، معتقدان مذهبی بودند، در حالی که کمونیست‌ها هدفشان شکستن قدرت همه نهادهای مذهبی و در نهایت جایگزینی باورهای دینی با ناخداباوری بودند. «علم» در رسانه‌ها و نوشته‌های دانشگاهی با «خرافات دینی» مقابله می‌کرد. مذاهب اصلی روسیه پیش از انقلاب در تمام دوره شوروی پابرجا بودند، اما آنها فقط در محدوده خاصی تحمل می‌شدند. به‌طور کلی، این بدان معنا بود که مؤمنان برای عبادت در حریم خصوصی و در ساختمان‌های مذهبی مربوطه خود (کلیساها، مساجد، کنیسه‌ها و غیره) آزاد بودند، اما نمایش عمومی دین خارج از این اماکن ممنوع بود. علاوه بر این، نهادهای مذهبی اجازه نداشتند نظرات خود را در هر نوع رسانه جمعی بیان کنند و بسیاری از بناهای مذهبی تخریب یا برای اهداف دیگر مورد استفاده قرار گرفتند. در درازمدت، بی خدایی دولتی نتوانست بسیاری از مردم را تغییر دهد. باور به دین در شوروی به‌طور «مخفیانه و در زیرزمین» تقویت شد و برای کمک به مبارزه با جنگ جهانی دوم احیا شد. دین پس از سقوط کمونیسم دوباره شکوفا شد.
مسیحیان به فرقه‌های مختلفی تعلق داشتند: ارتدکس شرقی (که بیشترین تعداد پیروان را داشتند)، کاتولیک، باپتیست و فرقه‌های مختلف پروتستان. اکثریت مسلمانان اتحاد جماهیر شوروی سنی بودند، به استثنای جمهوری آذربایجان که اکثریت آن شیعه بودند. یهودیت نیز پیروان بسیاری داشت. سایر ادیان که توسط تعداد کمی از ایمانداران انجام می‌شد، شامل بودیسم و شمن باوری بود.

## جستار های وابسته
- دین در روسیه
- تاریخ اتحاد جماهیر شوروی
- اقتصاد اتحاد جماهیر شوروی
- علم و فناوری در اتحاد جماهیر شوروی